# Тушница
Тушница је планина у западном делу Босне и Херцеговине, на територији град Ливно, Федерација БиХ. Највиши врх је Витреник (1.697 m). Тушница је богата налазиштима мрког угља које се црпи у руднику отовреном 1888. Производња угља 1998. износила је 37.500 тона. Са врха планине пружа се знатижељним излетницима и планинарима поглед према Камешници, Бушком блату, Ливањском пољу, Цинцару и Биокову.